# Callionima pan
Callionima pan är en fjärilsart som beskrevs av Pieter Cramer 1779. Callionima pan ingår i släktet Callionima och familjen svärmare. Inga underarter finns listade i Catalogue of Life.

## Bildgalleri

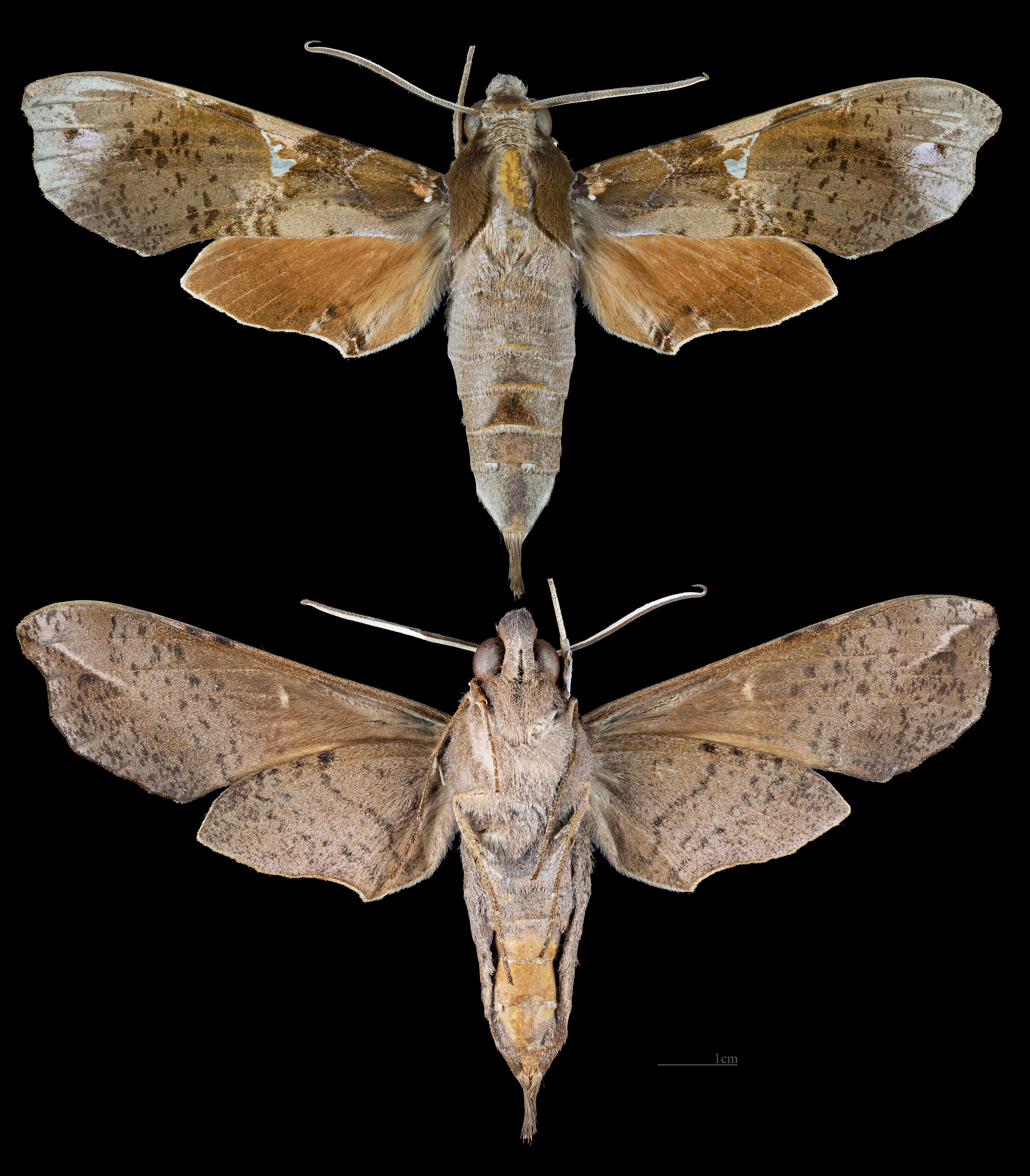
De två ansiktena på kvinnan
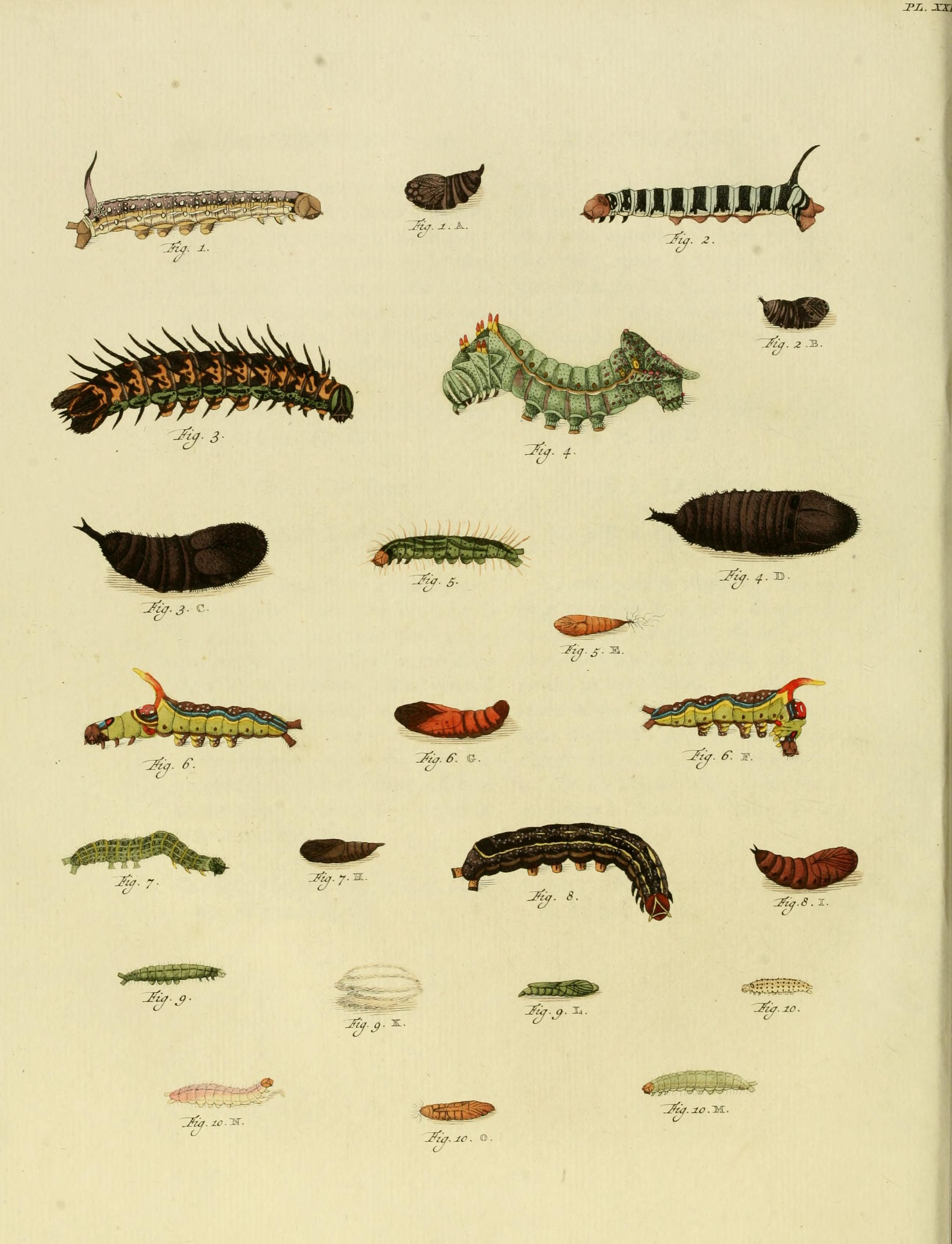
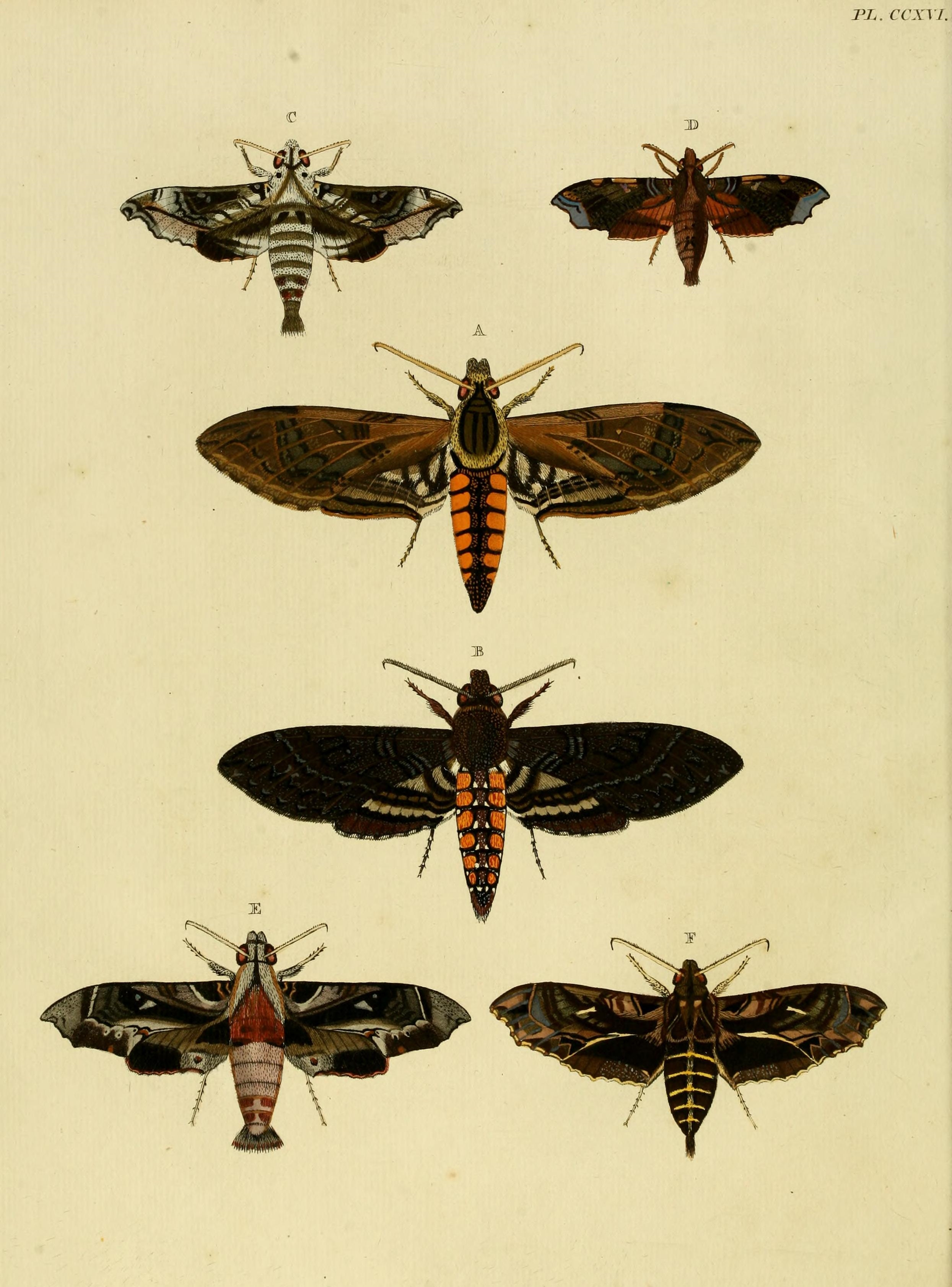